# جو ياماناكا
جو ياماناكا (باليابانية: ジョー山中) (و. 1946 – 2011 م) هو مغني، وممثل، وموسيقي، من اليابان، ولد في يوكوهاما، توفي في يوكوسوكا، كاناغاوا، عن عمر يناهز 65 عاماً بسبب سرطان الرئة.

## وصلات خارجية
- جو ياماناكا على موقع IMDb (الإنجليزية)
- جو ياماناكا على موقع ألو سيني (الفرنسية)
- جو ياماناكا على موقع ميوزك برينز (الإنجليزية)
- جو ياماناكا على موقع ميوزك برينز (الإنجليزية)
- جو ياماناكا على موقع أول موفي (الإنجليزية)
- جو ياماناكا على موقع قاعدة بيانات الأفلام السويدية (السويدية)
- جو ياماناكا على موقع ديسكوغز (الإنجليزية)
- جو ياماناكا على موقع قاعدة بيانات الفيلم (الإنجليزية)
- جو ياماناكا على موقع كينوبويسك (الروسية)